# فینال‌های ان‌بی‌ای ۱۹۶۶
سری فینال‌های قهرمانی جهان ان‌بی‌ای ۱۹۶۶ مرحلهٔ قهرمانی انجمن ملی بسکتبال (ان‌بی‌ای) در فصل ۶۶–۱۹۶۵ می‌باشد که در یک سری بهترین از هفت بین دو تیم بوستون سلتیکس به عنوان قهرمان کنفرانس شرق و لس آنجلس لیکرز، قهرمان کنفرانس غرب به انجام رسید و تیم سلتیکس با حساب ۴ بر ۳ سری را برد و عنوان قهرمانی فصل را از آن خود کرد.
این دهمین حضور متوالی سلتیکس در سری‌های پایانی بود که با رکوردهای ثبت شدهٔ پیشین تیم‌ها در راه‌یابی پیاپی به فینال‌های لیگ‌های حرفه‌ای ورزش حرفه‌ای در آمریکای شمالی برابری کرد. پیش از این مونترال کانادینز در لیگ ملی هاکی (ان‌اچ‌ال) از ۱۹۵۱ تا ۱۹۶۰ و کلیولند براونز در لیگ ملی فوتبال (ان‌اف‌ال) از ۱۹۴۶ تا ۱۹۵۵ در مسابقات نهایی حاضر شده بودند. بوستون هشتمین عنوان قهرمانی پیاپی خود در لیگ را به دست آورد که تاکنون هیچ تیم دیگری در رقابت‌های ورزشی حرفه‌ای آمریکای شمالی موفق به کسب این تعداد قهرمانی متوالی نشده‌است.
پیش از بازی دوم، پس از پیروزی لس آنجلس لیکرز در وقت اضافهٔ بازی نخست که پس از بازگشت آن‌ها در کوارتر چهارم صورت گرفت، رد آورباخ که پیش از این تمام تیم‌های لیگ را به چالش کشیده بود تا سلتیکس را از فرمان‌روایی چندین ساله به زیر بکشند و پیش از شروع فصل اعلام کرده بود که پس از اتمام فصل ۶۶–۱۹۶۵ بازنشسته خواهد شد (بنابراین منتقدان‌اش «آخرین شلیک» را به وی کردند)، اعلام کرد بیل راسل جانشین وی برای فصل ۶۷–۱۹۶۶ و پس از آن خواهد بود. او نخستین فرد آفریقایی-آمریکایی بود که در ان‌بی‌ای مربی‌گری می‌کرد. سلتیکس در سه بازی بعدی به پیروزی رسید و به نظر می‌رسید که در بازی ۵ کار تیم لیکرز را تمام کند. با این وجود، لیکرز در دو بازی بعدی به برتری رسید و کار را به انجام یک بازی ۷ کلاسیک دیگر در بوستون گاردن کشاند. در پایان، سلتیکس در رالی طولانی سری فینال‌های ۱۹۶۶ به برتری رسید و عنوان قهرمانی NBA را به دست آورد و رد آورباخ را به عنوان یک قهرمان بدرقه کرد.
این آخرین سری قهرمانی ان‌بی‌ای تا سال ۲۰۱۶ بود که در آن تیمی که سری را ۳ بر ۱ عقب افتاده بود، توانست سری را به بازی هفتم بکشاند.

## خلاصه سری
| بازی   | تاریخ               | تیم میزبان     | نتیجه                     | تیم مهمان      |
| ------ | ------------------- | -------------- | ------------------------- | -------------- |
| بازی ۱ | ۱۷ آوریل (یکشنبه)   | بوستون سلتیکس  | ۱۲۹–۱۳۳ (وقت اضافه) (۰–۱) | لس آنجلس لیکرز |
| بازی ۲ | ۱۹ آوریل (سه‌شنبه)   | بوستون سلتیکس  | ۱۲۹–۱۰۹ (۱–۱)             | لس آنجلس لیکرز |
| بازی ۳ | ۲۰ آوریل (چهارشنبه) | لس آنجلس لیکرز | ۱۰۶–۱۲۰ (۱–۲)             | بوستون سلتیکس  |
| بازی ۴ | ۲۲ آوریل (جمعه)     | لس آنجلس لیکرز | ۱۱۷–۱۲۲ (۱–۳)             | بوستون سلتیکس  |
| بازی ۵ | ۲۴ آوریل (یکشنبه)   | بوستون سلتیکس  | ۱۱۷–۱۲۱ (۳–۲)             | لس آنجلس لیکرز |
| بازی ۶ | ۲۶ آوریل (سه‌شنبه)   | لس آنجلس لیکرز | ۱۲۳–۱۱۵ (۳–۳)             | بوستون سلتیکس  |
| بازی ۷ | ۲۸ آوریل (پنج‌شنبه)  | بوستون سلتیکس  | ۹۵–۹۳ (۴–۳)               | لس آنجلس لیکرز |

سلتیکس برندهٔ سری ۴–۳
|                | بازی ۱ | بازی ۲ | بازی ۳ | بازی ۴ | بازی ۵ | بازی ۶ | بازی ۷ | امتیاز نهایی |
| بوستون سلتیکس  | ۱۲۹    | ۱۲۹    | ۱۲۰    | ۱۲۲    | ۱۱۷    | ۱۱۵    | ۹۵     | ۴            |
| لس آنجلس لیکرز | ۱۳۳    | ۱۰۹    | ۱۰۶    | ۱۱۷    | ۱۲۱    | ۱۲۳    | ۹۳     | ۳            |

امتیاز رنگی، امتیاز تیم میزبان و امتیاز برجسته، امتیاز تیم برنده است.

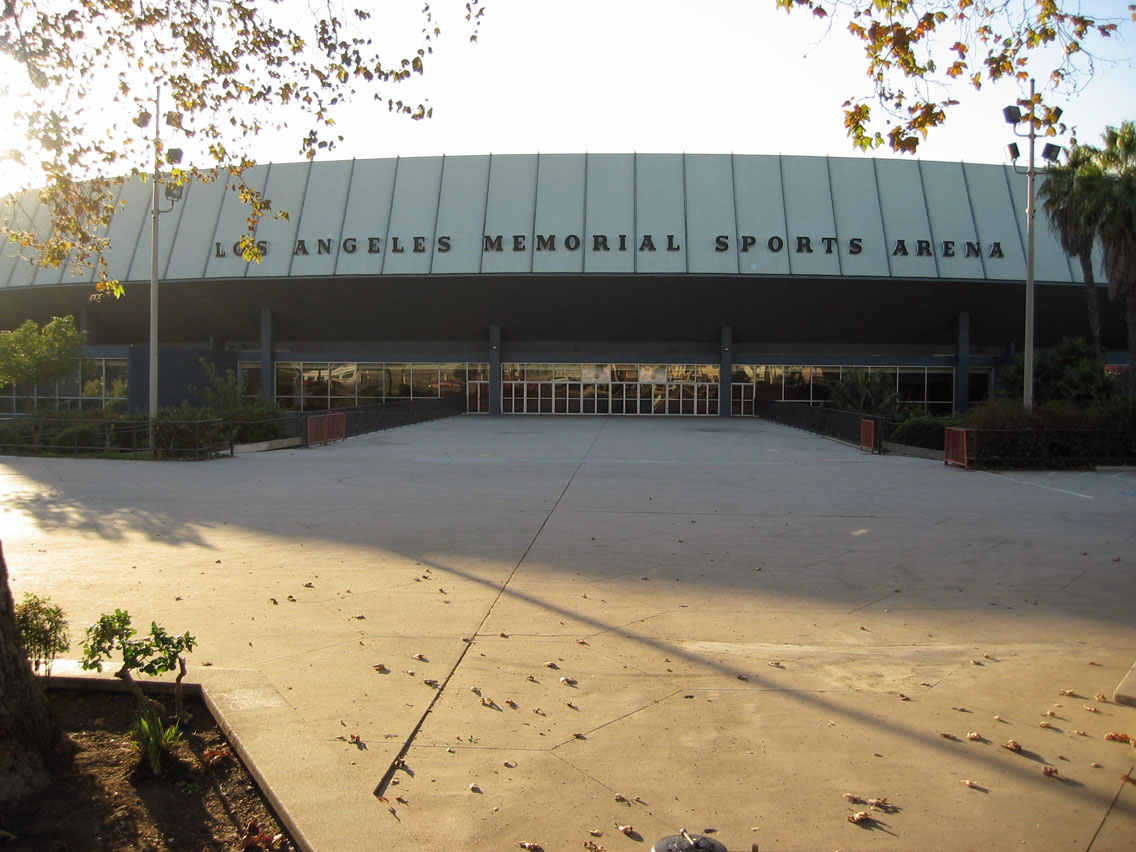
ورزشگاه یادبود لس آنجلس

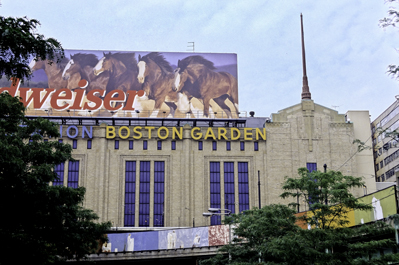
ورزشگاه بوستون گاردن

### بازی ۱
| ۱۷ |

| Rapport |

| لس آنجلس لیکرز ۱۳۳, بوستون سلتیکس ۱۲۹ (OT)                      |  |                                                          |
| امتیاز بر پایه وقت: ۲۰-۳۴, ۴۱-۲۸, ۳۴-۳۷, ۲۶-۲۲, وقت اضافه: ۱۲-۵ |  |                                                          |
| امتیاز: جری وست ۴۱ ریباند: الگین بیلور ۲۰ پاس : Gail Goodrich ۵ |  | امتیاز: بیل راسل ۲۸ ریباند: بیل راسل ۲۶ پاس: Sam Jones ۹ |
| لس آنجلس لیکرز پیشتاز سری ۱ بر ۰                                |  |                                                          |

### بازی ۲
| ۱۹ |

| Rapport |

| لس آنجلس لیکرز ۱۰۹, بوستون سلتیکس ۱۲۹                       |  |                                                                          |
| امتیاز بر پایه وقت: ۲۵-۳۵, ۲۲-۳۶, ۳۵-۳۰, ۲۷-۲۸              |  |                                                                          |
| امتیاز: جری وست ۱۸ ریباند: الگین بیلور ۱۴ پاس : والت هازت ۵ |  | امتیاز: Sam Jones، جان هاولیچک ۲۱ ریباند: بیل راسل ۲۴ پاس: جان هاولیچک ۷ |
| سری برابر ۱ بر ۱                                            |  |                                                                          |

### بازی ۳
| ۲۰ |

| Rapport |

| بوستون سلتیکس ۱۲۰, لس آنجلس لیکرز ۱۰۶                                      |  |                                                           |
| امتیاز بر پایه وقت: ۲۵-۲۹, ۳۲-۲۷, ۳۵-۱۹, ۲۸-۳۱                             |  |                                                           |
| امتیاز: Sam Jones ۳۶ ریباند: بیل راسل ۱۹ پاس : Tom Sanders، کی. سی. جونز ۵ |  | امتیاز: جری وست ۳۴ ریباند: الگین بیلور ۱۵ پاس: Jim King ۶ |
| بوستون پیشتاز سری ۲ بر ۱                                                   |  |                                                           |

### بازی ۴
| ۲۲ |

| Rapport |

| بوستون سلتیکس ۱۲۲, لس آنجلس لیکرز ۱۱۷                              |  |                                                           |
| امتیاز بر پایه وقت: ۳۱-۲۷, ۳۵-۲۹, ۳۴-۳۳, ۲۷-۲۸                     |  |                                                           |
| امتیاز: جان هاولیچک ۳۲ ریباند: بیل راسل ۱۸ پاس : Larry Siegfried ۷ |  | امتیاز: جری وست ۴۵ ریباند: الگین بیلور ۱۲ پاس: جری وست ۱۰ |
| بوستون پیشتاز سری ۳ بر ۱                                           |  |                                                           |

### بازی ۵
| ۲۴ |

| Rapport |

| لس آنجلس لیکرز ۱۲۱, بوستون سلتیکس ۱۱۷                         |  |                                                                              |
| امتیاز بر پایه وقت: ۳۷-۲۳, ۲۷-۳۵, ۲۶-۳۱, ۳۱-۲۸                |  |                                                                              |
| امتیاز: الگین بیلور ۴۱ ریباند: الگین بیلور ۱۶ پاس : جری وست ۵ |  | امتیاز: بیل راسل ۳۲ ریباند: بیل راسل ۲۸ پاس: کی. سی. جونز، Larry Siegfried ۶ |
| بوستون پیشتاز سری ۳ بر ۲                                      |  |                                                                              |

### بازی ۶
| ۲۶ |

| Rapport |

| بوستون سلتیکس ۱۱۵, لس آنجلس لیکرز ۱۲۳                           |  |                                                          |
| امتیاز بر پایه وقت: ۲۹-۳۲, ۲۹-۳۶, ۳۲-۲۱, ۲۵-۳۴                  |  |                                                          |
| امتیاز: جان هاولیچک ۲۷ ریباند: بیل راسل ۲۳ پاس : کی. سی. جونز ۶ |  | امتیاز: جری وست ۳۲ ریباند: الگین بیلور ۱۴ پاس: جری وست ۷ |
| سری برابر ۳ بر ۳                                                |  |                                                          |

### بازی ۷
| ۲۸ |

| Rapport |

| لس آنجلس لیکرز ۹۳, بوستون سلتیکس ۹۵                                  |  |                                                                          |
| امتیاز بر پایه وقت: ۲۰-۲۷, ۱۸-۲۶, ۲۲-۲۳, ۳۳-۱۹                       |  |                                                                          |
| امتیاز: جری وست ۳۶ ریباند: الگین بیلور ۱۴ پاس : جری وست، والت هازت ۳ |  | امتیاز: بیل راسل ۲۵ ریباند: بیل راسل ۳۲ پاس: کی. سی. جونز، Tom Sanders ۳ |
| بوستون برندهٔ سری ۴ بر ۳ و قهرمان ان‌بی‌ای ۱۹۶۶.                        |  |                                                                          |